# فال كريك (ويسكونسن)
فال كريك (بالإنجليزية: Fall Creek, Wisconsin)‏ هي قرية تقع في الولايات المتحدة في مقاطعة يو كلير (ويسكونسن). يقدر عدد سكانها بـ 1,315 نسمة ومساحتها 5.41 كم2 وترتفع عن سطح البحر 286 متر.

## التركيبة السكانية
قام مكتب تعداد الولايات المتحدة بتحديد بيانات التركيبة السكانية لفال كريك في تعداد الولايات المتحدة. في ما يلي، التركيبة السكانية حسب تعدادي 2000 و2010.

### تعداد عام 2000
بلغ عدد سكان فال كريك 1,236 نسمة بحسب تعداد عام 2000، وبلغ عدد الأسر 476 أسرة وعدد العائلات 337 عائلة مقيمة في القرية. في حين سجلت الكثافة السكانية 786.1 نسمة لكل ميل مربع (303.5/كم2). وبلغ عدد الوحدات السكنية 495 وحدة بمتوسط كثافة قدره 314.8 نسمة لكل ميل مربع (121.5/كم2).
وتوزع التركيب العرقي للقرية بنسبة 98.71% من البيض و 0.57% من الأمريكيين الأصليين و 0.08% من الأمريكيين ذوي الأصول الآسيوية و 0.24% من الأمريكيين الأفارقة و 0.16% من عرقين مختلطين أو أكثر.
بلغ عدد الأسر 476 أسرة كانت نسبة 33.2% منها لديها أطفال تحت سن الثامنة عشر تعيش معهم، وبلغت نسبة الأزواج القاطنين مع بعضهم البعض 58.4% من أصل المجموع الكلي للأسر، ونسبة 9.9% من الأسر كان لديها معيلات من الإناث دون وجود شريك، وكانت نسبة 29.0% من غير العائلات. تألفت نسبة 25.0% من أصل جميع الأسر من أفراد ونسبة 16.6% كانوا يعيش معهم شخص وحيد يبلغ من العمر 65 عاماً فما فوق. وبلغ متوسط حجم الأسرة المعيشية 2.96، أما متوسط حجم العائلات فبلغ 2.47.
بلغ العمر الوسطي للسكان 39 عاماً. وكانت نسبة 26.4% من القاطنين تحت سن الثامنة عشر، وكانت نسبة 5.7% بين الثامنة عشر والأربعة وعشرون عاماً، ونسبة 26.3% كانت واقعةً في الفئة العمرية ما بين الخامسة والعشرون حتى والأربعة وأربعون عاماً، ونسبة 20.6% كانت ما بين الخامسة والأربعون حتى الرابعة والستون، ونسبة 21.1% كانت ضمن فئة الخامسة والستون عاماً فما فوق. يوجد لكل 100 أنثى 89.3 ذكر، ويوجد لكل 100 أنثى في الثامنة عشر من عمرها فما فوق 79.8 ذكر.
بلغ متوسط دخل الأسرة في القرية 40,284 دولار، أما متوسط دخل العائلة فبلغ 47,986 دولار. وكان متوسط دخل الذكور 34,444 دولار مقابل 20,313 دولار للإناث. وسجل دخل الفرد الخاص بالقرية 17,566 دولار. وكانت نسبة 5.0% من العائلات ونسبة 7.7% من السكان تحت خط الفقر، وكان من هؤلاء نسبة 5.9% تحت سن الثامنة عشر ونسبة 15.7% في الخامسة والستين من العمر وما فوق.

### تعداد عام 2010
بلغ عدد سكان فال كريك 1,315 نسمة بحسب تعداد عام 2010، وبلغ عدد الأسر 517 أسرة وعدد العائلات 354 عائلة مقيمة في القرية. في حين سجلت الكثافة السكانية 635.3 نسمة لكل ميل مربع (245.3/كم2). وبلغ عدد الوحدات السكنية 553 وحدة بمتوسط كثافة قدره 267.1 لكل ميل مربع (103.1/كم2).
وتوزع التركيب العرقي للقرية بنسبة 97.9% من البيض و 0.5% من الأمريكيين الأصليين و 0.8% من الأمريكيين ذوي الأصول الآسيوية و 0.1% من الأمريكيين الأفارقة و 0.7% من عرقين مختلطين أو أكثر.
بلغ عدد الأسر 517 أسرة كانت نسبة 34.2% منها لديها أطفال تحت سن الثامنة عشر تعيش معهم، وبلغت نسبة الأزواج القاطنين مع بعضهم البعض 51.1% من أصل المجموع الكلي للأسر، ونسبة 12.6% من الأسر كان لديها معيلات من الإناث دون وجود شريك، بينما كانت نسبة 4.8% من الأسر لديها معيلون من الذكور دون وجود شريكة وكانت نسبة 31.5% من غير العائلات. تألفت نسبة 27.9% من أصل جميع الأسر من أفراد ونسبة 14.7% كانوا يعيش معهم شخص وحيد يبلغ من العمر 65 عاماً فما فوق. وبلغ متوسط حجم الأسرة المعيشية 2.95، أما متوسط حجم العائلات فبلغ 2.44.
بلغ العمر الوسطي للسكان 39.6 عاماً. وكانت نسبة 26.1% من القاطنين تحت سن الثامنة عشر، وكانت نسبة 6.9% بين الثامنة عشر والأربعة وعشرون عاماً، ونسبة 23% كانت واقعةً في الفئة العمرية ما بين الخامسة والعشرون حتى والأربعة وأربعون عاماً، ونسبة 26.7% كانت ما بين الخامسة والأربعون حتى الرابعة والستون، ونسبة 17.2% كانت ضمن فئة الخامسة والستون عاماً فما فوق. وتوزع التركيب الجنسي للسكان بنسبة 45.6% ذكور و54.4% إناث.